# I znowu plusk
I znowu plusk (ang. Splash, Too) – amerykańska komedia romantyczna z 1988 roku. Kontynuacja filmu Plusk z 1984 roku.

## Opis fabuły
Allen i Madison wiodą szczęśliwe życie na wyspie. Jednak mężczyzna tęskni za rodziną i cywilizacją. Postanawiają więc wrócić do Nowego Jorku.

## Obsada
- Todd Waring – Allen Bauer
- Amy Yasbeck – Madison Bauer
- Donovan Scott – Freddie Bauer
- Rita Taggart – Fern Hooten
- Dody Goodman – Mrs. Stimler